# Джонні Еррера
Джонні Еррера (ісп. Johnny Herrera, нар. 9 травня 1981, Анголь) — чилійський футболіст, воротар клубу «Універсідад де Чилі» та національної збірної Чилі.

## Клубна кар'єра
У дорослому футболі дебютував 1999 року виступами за команду клубу «Універсідад де Чилі», в якій провів шість сезонів, взявши участь у 115 матчах чемпіонату. 
Згодом з 2006 по 2010 рік грав у складі бразильського «Корінтіанс» та на батьківщині за «Евертон» (Вінья-дель-Мар) і «Аудакс Італьяно».
До складу клубу «Універсідад де Чилі» повернувся 2011 року. Відтоді встиг відіграти за команду із Сантьяго понад 100 матчів у національному чемпіонаті.

## Виступи за збірні
2001 року залучався до складу молодіжної збірної Чилі, у складі якої провів дві офіційні гри.
2002 року дебютував в офіційних матчах у складі національної збірної Чилі. Наразі провів у формі головної команди країни 6 матчів.

## Титули і досягнення
- Чемпіон Чилі: 1999, 2000, 2004А, 2008А, 2011А, 2011К, 2012А, 2014/15К, 2016/17К
- Володар кубка Чилі: 2010, 2012, 2015
- Володар суперкубка Чилі: 2015
- Володар Південноамериканського кубка: 2011

Збірні
- Переможець Кубка Америки: 2015, 2016